# Trolejbusová doprava v Saransku

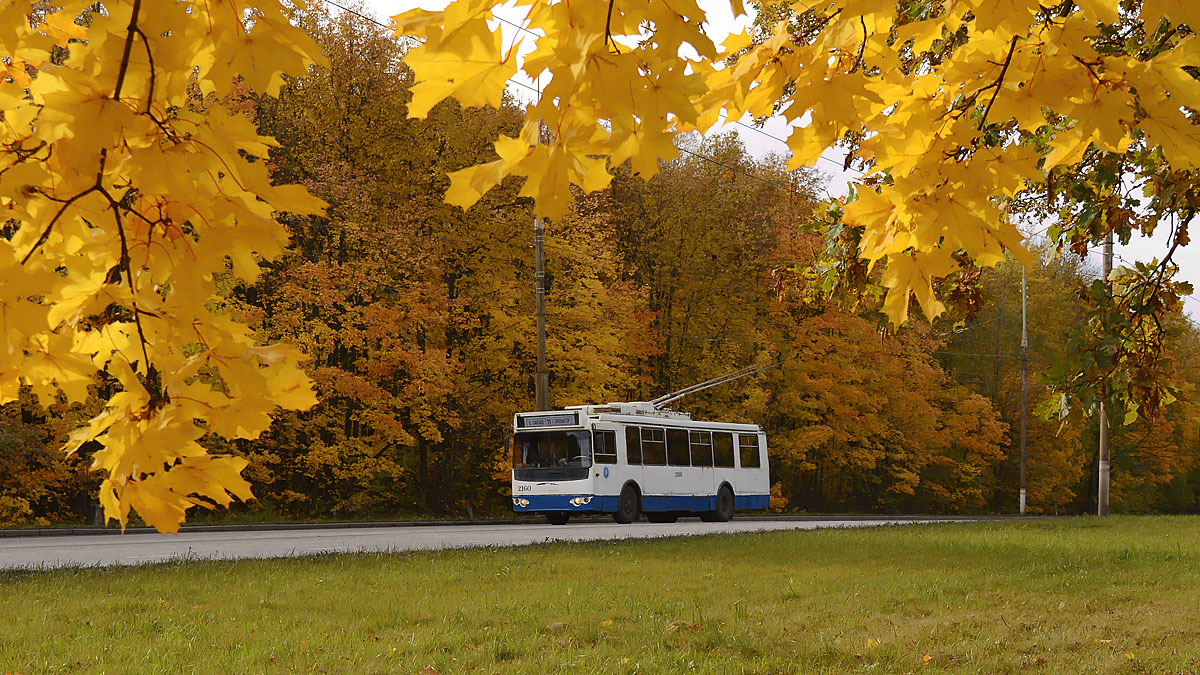
Trolejbus v Saransku

Ruské město Saransk (metropole Mordvinska) má vlastní síť trolejbusové dopravy. Jedná se o velmi rozsáhlou síť s celkovou délkou 148,5 km.

## Historie
Historie zdejší trolejbusové sítě sahá do 60. let 20. století. Její první úsek byl otevřen 29. ledna 1966 a spojil dva důležité body ve městě, tj. železniční nádraží s vozovnou. V 70. a 80. letech rapidně přibývaly nové úseky, především k nově vzniklým sídlištím a továrnám. Vznikl také terminál v centru města známý pod názvem Elevator. Naopak, stejně jako v ostatních ruských městech, nastal po roce 1991 mírný útlum. Jízdní řády byly změněny, na některých linkách byla doprava zrušena zcela, na jiných pak pouze víkendový provoz. Od roku 1999 přibyla nová příměstská trať dlouhá 12 km jižně do Orbity; hlavním důvodem pro výstavbu tak dlouhé trati bylo zajištění lepší obslužnosti pro hlavní mordvinské výstaviště. Zastaralý vozový park mírně obměnila dodávka 30 nových trolejbusů v letech 2000 a 2001.

## Vozový park
V roce 2002 sloužilo v Saransku celkem okolo 150 trolejbusů umístěných ve dvou vozovnách (označené čísly 1 (severní) a 2 (jižní vozovna)). Drtivou většinu vozového parku tvoří trolejbusy typu ZiU-9, dopravní podnik vlastní i jejich kloubové verze ZiU-10 (jedná se však jen o pár vozů). Poslední část provozovaného trolejbusového parku představují běloruské vozy typu AKSM-101, ty však rovněž nejsou zastoupeny v hojném počtu. Nejfrekventovanější trolejbusy ZiU-9 jsou dodávány, jak již bylo uvedeno, i v dnešní době; nejstarší provozované jsou naopak z přelomu 70. a 80. let (byly však již rekonstruovány). Všechny trolejbusy jsou označeny evidenčními čísly v rozmezí řad 1000 a 1200.